# Джак Джордан
Джак Джордан (на английски: Jack Jordan) е британски писател на произведения в жанра трилър и криминален роман.

## Биография и творчество
Джак Джордан е роден във Великобритания.
Пише първия си роман „Всичко за нея“ на седемнадесет години, след като получава пристъпи на агорафобия. Публикува го сам през 2015 г. като електронна книга. Следващият му роман „Моето момиче“ публикува също сам като електронна книга през 2016 г., като и двата стават бестселъри.
Третият му роман „Точно пред очите ти“ е издаден през 2018 г. В историята сляпата Наоми Хана е единственият свидетел на убийство. Като такава тя не може да даде съществени покозания за разследването, но убиецът се чувства застрашен. Въпрос на оцеляване е тя да направи и невъзможното за разкриването му, за да обезпечи собствената си безопасност.
През 2022 г. е издаден трилърът му „Смърт под клетва“. В историята му главен герой е хирург Ана Джоунс, която е изправена пред ужасяваща дилема: да причини смъртта на невинен пациент или синът ѝ да умре. Попаднала в лабиринт от интриги, страх, корупция и заплахи тя трябва да избере между Хипократовата клетва или майчината любов, или да намери начин за спасение.
Джак Джордан живее в Източна Англия.

## Произведения

### Самостоятелни романи
- Anything for Her (2015)[1][2][3]
- My Girl (2016)
- Before Her Eyes (2018)
Точно пред очите ти, изд. „Милениум“ (2018), прев. Маргарита Терзиева
- Night by Night (2019)
- Do No Harm (2022)
Смърт под клетва, изд. „Милениум“ (2022), прев. Анелия Петрунова
- Conviction (2023)
- Redemption (2024)